# 1,3-ジブロモ-5,5-ジメチルヒダントイン
1,3-ジブロモ-5,5-ジメチルヒダントイン (1,3-dibromo-5,5-dimethylhydantoin) とは、臭素化反応に用いられる有機反応試剤の一種。別名は、ジブロマンチン、略称は DBH。分子式は C5H6Br2N2O2、CAS登録番号は [77-48-5]。外見は白色の固体で、分解を防ぐために暗所に冷蔵保存される。THF や熱水に溶ける。

## 合成
5,5-ジメチルヒダントインに臭素と水酸化ナトリウムを加えて調製する。

## 用途
有機合成における用途は N-ブロモスクシンイミド (NBS) に似ており、ベンジル位やアリル位のラジカル的臭素化（ウォール・チーグラー反応タイプ）や、アルケンなどへの求電子的臭素化に用いられる。ラジカル的臭素化に際しては過酸化ベンゾイル (BPO) などの開始剤と併用される。
NBS と比べた場合の DBH の利点は、臭素を2個有するためにその両方が臭素化に用いることができればコスト面で有利であること、NBS を用いると酸性条件で分解するような基質に対して臭素化を行える場合があることである。